# Междущатска магистрала 70
Междущатска магистрала 70 (Interstate 70, съкратено I-70) е дълга междущатска магистрала в САЩ.
| Щат               | мили    | км      |
| ----------------- | ------- | ------- |
| Юта               | 232,15  | 373,61  |
| Колорадо          | 451,04  | 725,88  |
| Канзас            | 424,15  | 682,60  |
| Мисури            | 251,66  | 405,01  |
| Илинойс           | 155,94  | 250,96  |
| Индиана           | 156,60  | 252,02  |
| Охайо             | 225,60  | 363,07  |
| Западна Вирджиния | 14,45   | 23,26   |
| Пенсилвания       | 167,92  | 270,24  |
| Мериленд          | 93,62   | 150,67  |
| Общо              | 2173,13 | 3497,31 |

|  | Тази страница частично или изцяло представлява превод на страницата Interstate 70 в Уикипедия на английски. Оригиналният текст, както и този превод, са защитени от Лиценза „Криейтив Комънс – Признание – Споделяне на споделеното“, а за съдържание, създадено преди юни 2009 година – от Лиценза за свободна документация на ГНУ. Прегледайте историята на редакциите на оригиналната страница, както и на преводната страница, за да видите списъка на съавторите. ВАЖНО: Този шаблон се отнася единствено до авторските права върху съдържанието на статията. Добавянето му не отменя изискването да се посочват конкретни източници на твърденията, които да бъдат благонадеждни. |